# Luciano Orquera
Luciano Orquera (ur. 12 października 1981 w Córdobie) – włoski rugbysta pochodzenia argentyńskiego, grający na pozycji łącznika ataku w zespole Zebre Rugby oraz w reprezentacji Włoch.

## Kariera klubowa
W młodości uprawiał wiele sportów, grać w rugby zaczynał zaś w klubie Palermo Bajo w rodzinnej Córdobie, odnosząc z nim sukcesy w rozgrywkach juniorskich. Występy w seniorskiej drużynie łączył z pracą w agencji reklamowej. W styczniu 2002 roku wyjechał do Francji na kilka miesięcy związując się z występującym w Fédérale 2 klubem RC Sorgues, a kontrakt warty był 700 dolarów miesięcznie.
W sezonie 2002–2003 reprezentował włoski Mirano Rugby 1957, kolejne dwa spędził zaś w klubie Petrarca Rugby w najwyższej klasie rozgrywek. Po jednym sezonie gry dla FC Auch Gers przybył w 2006 roku do CA Brive na krótki okres w zastępstwie za kontuzjowanego zawodnika, a po dobrych występach został z nim przedłużony kontrakt. Początkowo obsadzany w roli rezerwowego, stał się następnie graczem wyjściowej piętnastki.
W 2011 roku postanowił powrócić do Włoch i związał się z Aironi Rugby. Po wycofaniu się rok później tego zespołu z rozgrywek Pro12 przeszedł natomiast do Zebre Rugby. Po trzech sezonach związał się dwuletnim kontraktem ze spadkowiczem z Pro D2, RC Massy Essonne.

## Kariera reprezentacyjna
Po raz pierwszy do włoskiej reprezentacji został powołany przez Johna Kirwana i zadebiutował w niej meczem z Kanadą w listopadzie 2004 roku. Jeszcze w tym samym miesiącu zaliczył pierwszy występ w podstawowym składzie, miejsce w wyjściowej piętnastce utrzymując także w Pucharze Sześciu Narodów 2005. W tych zawodach wziął udział także w roku 2009, 2011, 2013, 2014 i 2015.
Trenował z kadrą przygotowującą się do PŚ 2007, na sam turniej nie został jednak powołany. Znalazł się natomiast w składzie na Puchar Świata w Rugby 2011, podczas którego wystąpił w trzech spotkaniach.
W kadrze A występował między innymi w IRB Nations Cup – zdobywając 64 punkty w edycjach 2006 i 2007 oraz 55 w roku 2010.
Gracz mający problemy z ustabilizowaniem formy – w lutym 2013 roku po świetnym występie przeciwko Francuzom, ukoronowanym wyróżnieniem dla zawodnika meczu, tydzień później zaliczył słaby, naszpikowany błędami na Murrayfield Stadium. W maju 2015 roku ogłosił zakończenie reprezentacyjnej kariery.